# راهنمای شهد

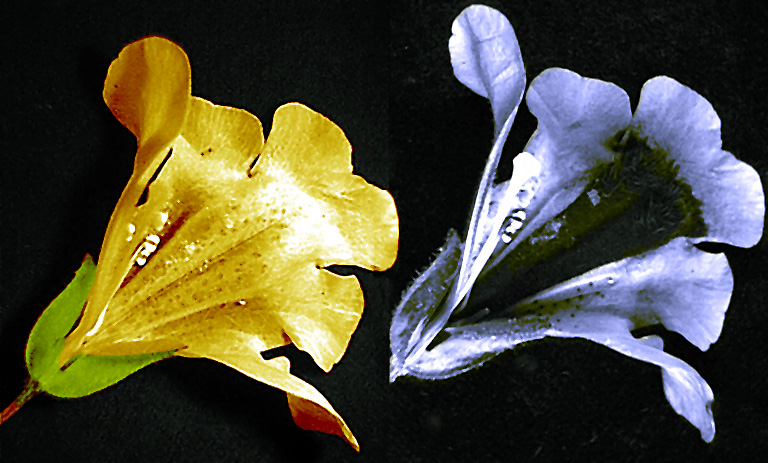
تصاویری از یک گل Mimulus در نور مرئی (چپ) و نور فرابنفش (راست) که راهنمای شهد تیره‌ای را نشان می‌دهد که برای زنبورها قابل دیدن است اما برای انسان نیست.

راهنماهای شهد (به انگلیسی: Nectar guide) نشانه‌ها یا الگوهایی هستند که در گل‌های برخی از گونه‌های گیاهان گلدار دیده می‌شوند و گرده‌افشان‌ها را به سوی پاداش‌هایشان راهنمایی می‌کنند. پاداش‌ها معمولاً به شکل شهد، گرده یا هر دو است، اما گیاهان مختلف روغن، رزین، رایحه، یا موم تولید می‌کنند. چنین الگوهایی همچنین به عنوان «راهنماهای گرده» و «راهنماهای عسل» نیز شناخته می‌شوند، اگرچه برخی از مقامات برای کنار گذاشتن چنین اصطلاحاتی به سود راهنماهای گل استدلال می‌کنند (برای نمونه به دینکل و لوناو مراجعه کنید). بازدید گرده‌افشان می‌تواند صفات مختلف گل، از جمله راهنمای شهد را از طریق فرآیندی به نام انتخاب میانجی گرده‌افشان باشد.